# دهستان چهاردانگه شمالی
دهستان چهاردانگه شمالی یکی از دهستان‌های بخش چهاردانگه شهرستان هوراند در استان آذربایجان شرقی است. مرکز این دهستان، روستای آق‌براز است. دهستان چهاردانگه در تاریخ ۱۳ آبان ۱۳۹۷ و با ایجاد دهستان چهاردانگه جنوبی، به دهستان چهاردانگه شمالی تغییر نام داده است.